# Relaciones Argentina-Chile
Relaciones Argentina-Chile se refiere a las relaciones internacionales entre las naciones de la República Argentina y la República de Chile. Ambos países se localizan en el Cono Sur del continente americano y comparten la tercera frontera terrestre más larga del mundo, con una extensión de 5.308 km de largo, con dirección norte-sur, a lo largo de la Cordillera de los Andes. Ambas naciones son miembros de la Asociación Latinoamericana de Integración, Comunidad de Estados Latinoamericanos y del Caribe, Naciones Unidas y la Organización de Estados Americanos.

## Historia

### Dominio español
Las relaciones entre ambas naciones se remontan desde hace siglos, mientras los territorios se encontraban bajo el dominio colonial español y administrados de manera separada, Chile a través de su Capitanía General y Argentina primeramente como parte del Virreinato del Perú, y luego del Virreinato del Río de la Plata. Para la formación de esta última entidad territorial, los españoles traspasaron algunos territorios desde el Reino de Chile, como el corregimiento de Cuyo, que incluía la ciudad de Mendoza.

### Independencia ysigloXIX

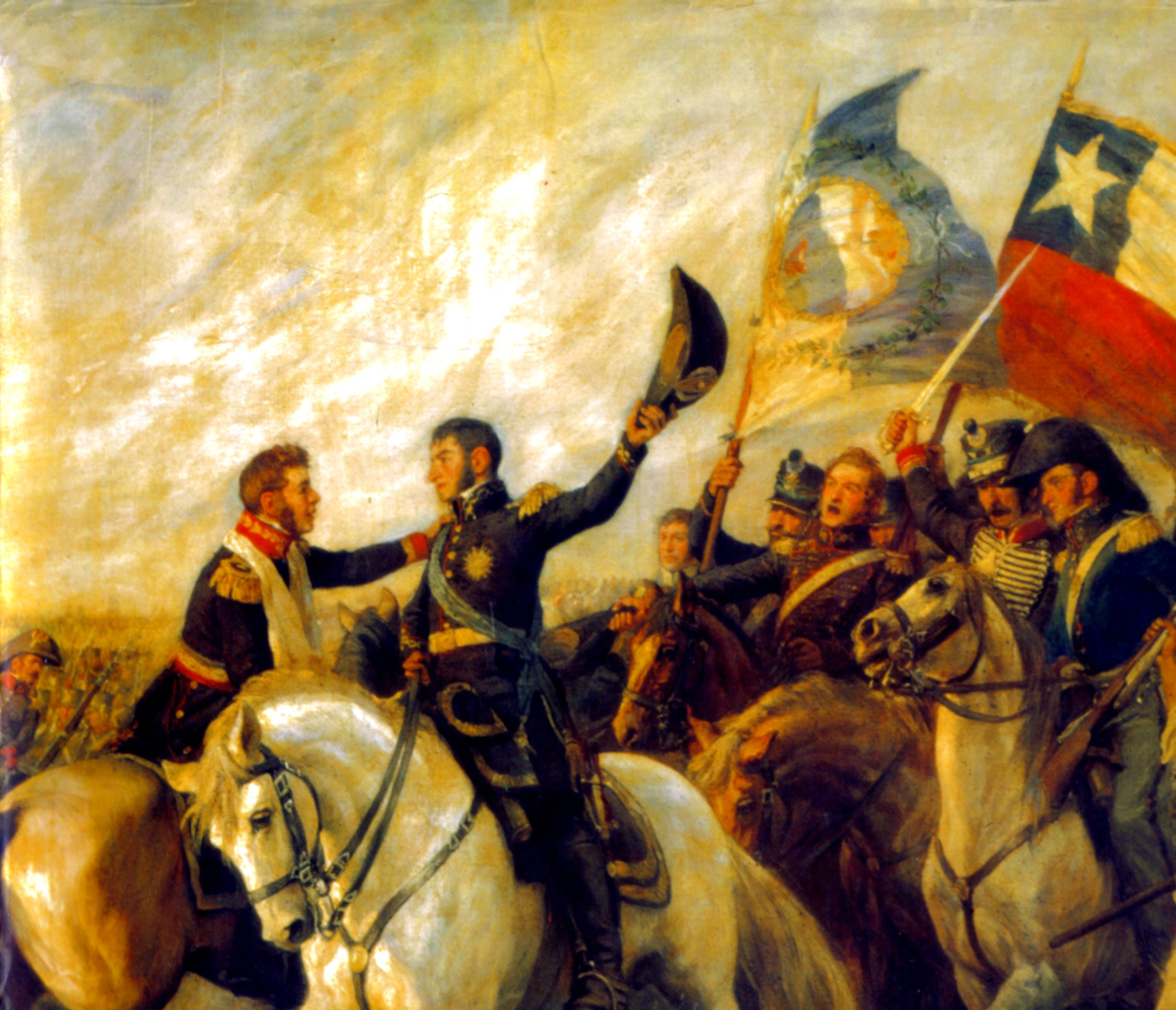
El Abrazo de Maipú entre los héroes de la independencia, Bernardo O'Higgins y José de San Martín, tras la derrota de los realistas en la batalla homónima, es considerado como un símbolo de unidad entre ambas naciones.

Chile y Argentina fueron estrechos aliados en todo el proceso de emancipación española, luchando en conjunto en las guerras de independencia hispanoamericanas acaecidas en sus territorios, conformando el Ejército de los Andes.
Una vez independizados y convertidos en países libres y soberanos, durante gran parte de los siglos XIX y XX, las relaciones entre ambos países fueron tirantes, principalmente debido a disputas por la Patagonia, culminando con la celebración del Tratado de 1881, mientras Chile participaba en la Guerra del Pacífico. En 1880, el Ejército de Chile capturó al político argentino al servicio del gobierno peruano como combatiente voluntario, Roque Sáenz Peña, durante la batalla de Arica. El futuro presidente de Argentina fue puesto en libertad gracias a la intervención personal del militar chileno Ricardo Silva Arriagada. 
Durante el incidente de 1892 entre Chile y Estados Unidos conocido como Caso Baltimore, surgió una controversia cuando el canciller argentino Estanislao Zeballos habría ofrecido apoyo logístico a Estados Unidos en caso de una invasión a Chile, según documentos diplomáticos de la época. Si bien Zeballos posteriormente negó estas acusaciones, el episodio ha sido objeto de diversos análisis históricos en ambos países.

### SigloXX
En 1957 durante la dictadura de Pedro Eugenio Aramburu u. Grupo de tropas al mando de Isaac Rojas como Jefe de Operaciones Navales estuvo involucrado en 1957 en los hechos que condujeron al incidente del Islote Snipe en el Canal Beagle y que tensaron las relaciones entre Chile y Argentina. La dictadura Argentina había mandado escenas de agentes secretos a Chile para espiar las actividades de los exiliados argentinos Isaac Rojas, el 7 de mayo la baliza fue ametrallada y los marinos argentinos del patrullero ARA Guaraní la desarmaron y arrojaron los restos al mar. Los marinos argentinos desembarcaron y construyeron otra baliza. El 8 de mayo el islote fue sobrevolado por un avión de la Fuerza Aérea de Chile estallando el incidente diplomático que causó movilización de tropas por parte de Chile. Tras la intervención de Paraguay se logró abortar la escalada militar.

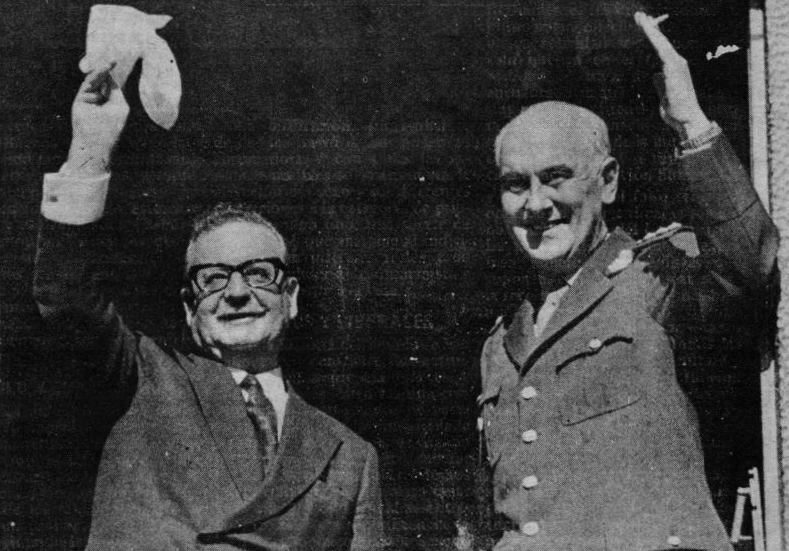
El presidente chileno Salvador Allende con su homólogo argentino, Agustín Lanusse (1971).

Las agencias secretas  chilenas y argentinas se coordinaron durante las dictaduras de corte neoliberales de ambos países, ejemplo de lo Operación Príncipe en el cual fue secuestrado en Chile el teniente coronel Carlos Carreño, el medio de un escenario político y social en crisis vigente en dicho país.
En los años 1990, las relaciones mejoraron dramáticamente. El dictador y último presidente de Argentina de la Junta Militar el General Reynaldo Bignone, llamó a elecciones democráticas en 1983 y Augusto Pinochet de Chile en 1989. Como consecuencia, las tendencias militaristas decayeron en el Cono Sur. Los presidentes argentinos Carlos Menem y Fernando de la Rúa[cita requerida] tenían relaciones en particular buenas con Chile.

### SigloXXI

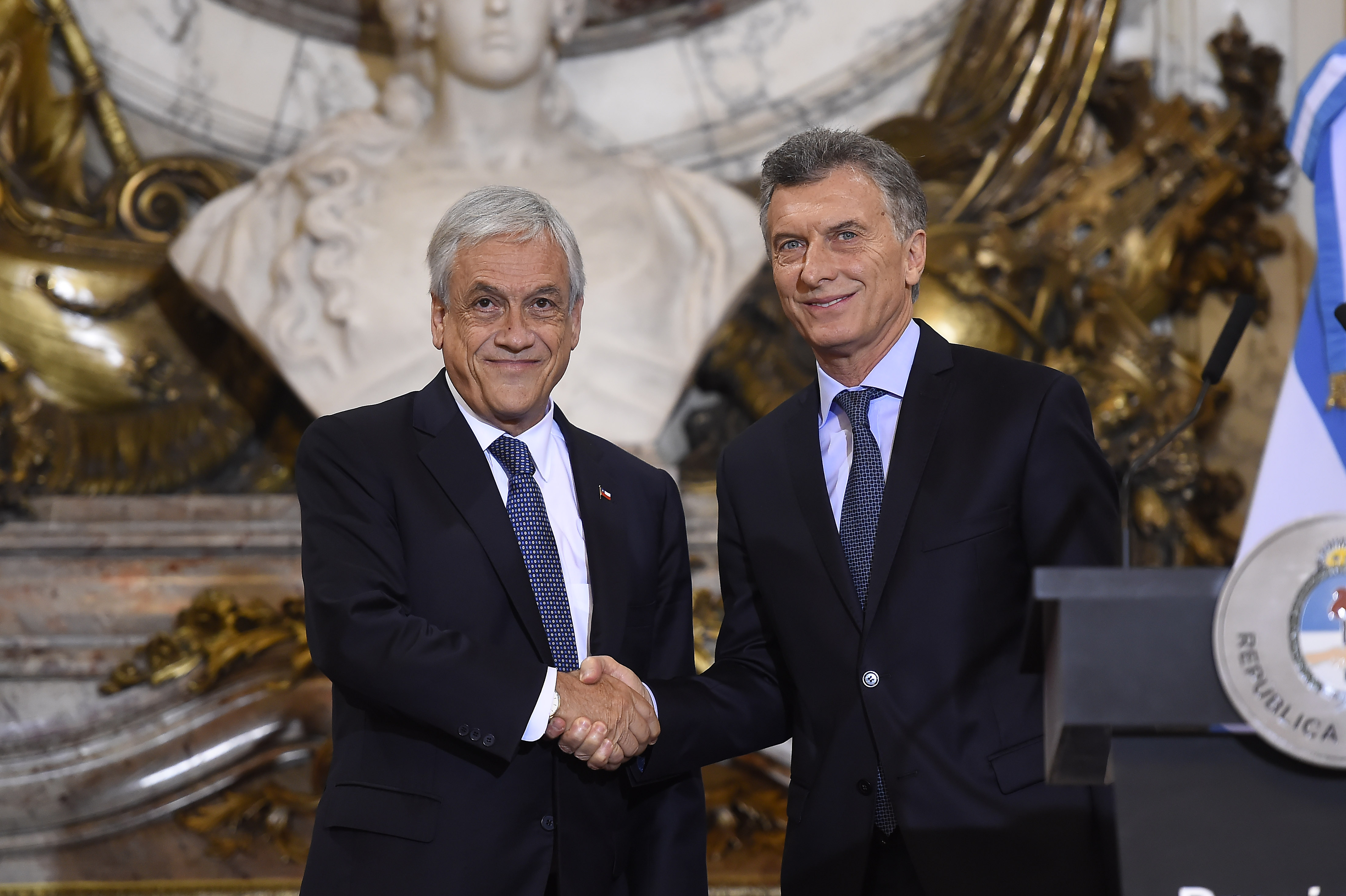
Presidente chileno Sebastián Piñera y el presidente argentino Mauricio Macri; 2018.

Ambos países han seguido políticas económicas muy diferentes, más allá del creciente comercio internacional entre ellos; la Argentina, impulsó en el siglo XX un fuerte proceso de industrialización por sustitución de importaciones y constituyó luego, a partir de un acuerdo con Brasil, un proceso de integración económica regional llamado Mercosur, que incluye también a Venezuela, Uruguay y Paraguay, mientras que Chile se dedicó tradicionalmente a la exportación de materias primas (cobre y más recientemente celulosa y madera las cuales tienen alguna elaboración) y se ha vinculado al comercio internacional firmando tratados de libre comercio con China, Estados Unidos, la Unión Europea y Corea del Sur y es también miembro activo de APEC y la OCDE.
Pese a estas diferencias, Argentina y Chile han trabajado en colaborar de forma conjunta para el desarrollo económico entre ambos países. En el 2006, se estableció en Santiago el primer gabinete binacional entre Argentina y Chile.
En materia migratoria, mientras que la comunidad chilena residente en Argentina es la mayor de expatriados chilenos, la colonia argentina en Chile es la más numerosa de emigrantes argentinos en América Latina y la tercera a nivel mundial.
En 2021, el gobierno de Argentina emitió el Decreto 457 en el cual se lee en su anexo que "Uno de los espacios compartidos que resulta fundamental continuar fortaleciendo es el de la exploración, estudio y control conjunto sobre el Estrecho de Magallanes", lo cual motivó una nota de protesta por parte de Chile, ante lo cual Argentina se comprometió corregir el decreto, algo que sigue pendiente.
En diciembre de 2023 se produciría un impasse diplomático cuando el nuevo presidente insultó públicamente al Presidente de Chile. Previamente el gobierno de extrema derecha había generado múltiples conflictos diplomáticos con Brasil, el Vaticano, con China, Colombia, México Nicaragua, Costa Rica, y otros países tras varios ataques verbales insultos y agresiones del mandatario argentino, lo que llevó a la Argentina un aislamiento diplomático con el resto de la región.
En 2024 causó un entredicho con Chile cuando varios diplomáticos acusaron al político Jorge Faurie designado embajador por Javier Milei de insultar a los chilenos tras afirmar que "mi país (Argentina) ya era potencia agrícola mientras ustedes (Chile) recién aprendían a comer". La designación de Faurie había sido objetada por la oposición argentina por las causas por corrupción que enfrentaba Faurie y los escándalos diplomáticos que previamente había causado durante el gobierno privatizante de Mauricio Macri.
Días antes ya había causado controversias en Chile por malos modales, entre ellos en una reunión de alto nivel donde solo saludó a dos funcionarios presentes e ignoró por completo al delegado presidencial de Gabriel Boric.
Medios chilenos y argentinos dieron cuenta que Faurie había adoptado el Jorge Faurie adoptó el perfil agresivo de la presidencia de Javier Milei y criticaron en desempeño de Faurie como diplomático.
En junio de 2024, Argentina renovó el "Puesto de Vigilancia y Control de Tránsito Marítimo Hito 1" en el hito 1 ubicado en el límite oriental del estrecho de Magallanes en el cabo del Espíritu Santo. La renovación incluyó la implementación de paneles solares los cuales se internan 3 metros en territorio chileno, por lo que Chile reclamó por el incidente.Los paneles fueron donados por la empresa Mirgor propiedad de Nicolás Caputo, primo del ministro de Economía, Luis Toto. Tras el reclamo el embajador Jorge Faurie minimizó el incidente sin aceptar retirar los paneles del territorio soberano chileno.
El embajador argentino en Chile afirmó de que se trató de un error en la zona en vez de coordenadas satelitales que demarcan límites.
A mediados de 2024 las relaciones volvieron a tener un impase debido al proyecto de Javier Milei de instalar una base militar estadounidense en Tierra del Fuego 
Al respecto el diputado Raúl Soto expreso que " Yo espero que esta no sea la oportunidad en que eso se quiebre, se rompa, a propósito de la imprudencia en materias internacionales del presidente Milei, que está demostrando una inexperiencia importante que puede llevarlo a cometer graves errores para su país y también para países vecinos como es Chile".La instalación de una base del comando sur cerca de la frontera argentino/chilena también causó controversias en Argentina con denuncias de la oposición que reclamaron la apertura de los artículos secretos del pacto para instalar la base estadounidense.al mismo tiempo el acuerdo de Javier Milei autorizaba a la marina estadounidense a utilizar una isla ubicada en territorio chileno.
El presidente Boric ante la prensa indicaría "deben retirar esos paneles a la brevedad o lo vamos a hacer nosotros".

## Relaciones económicas
La principal vía para el intercambio comercial entre ambos países se realiza a través de los pasos fronterizos cordilleranos, existiendo una cantidad suficiente para el comercio a gran escala. A partir del año 2005, Chile se convirtió en el tercer socio comercial de destino de las exportaciones argentinas, detrás de Brasil y China. Los principales productos exportados desde Argentina a Chile son carne de vacuno y cereales. Recientemente se ha visto un incremento significativo de los capitales chilenos invertidos en el mercado argentino, especialmente en el sector de venta al detalle. 
En 1996, Chile se suscribió como miembro asociado al Mercosur, lo que permitió la creación de una serie de acuerdos bilaterales y transnacionales de Argentina con Chile en su calidad de Estado no plenamente adherido. 
En 2009, bajo los Gobiernos de Bachelet y Fernández de Kirchner, fue autorizado el proyecto minero Pascua Lama, yacimiento que se ubica en el área fronteriza de ambos países.
Respecto al intercambio comercial entre ambos países sudamericanos, en 2023, este ascendió a los 6 586 millones de dólares estadounidenses, lo que supuso un crecimiento promedio anual de 9,8% en los últimos cinco años, con una balanza comercial marcadamente favorable a las exportaciones desde Argentina. Los principales productos exportados por Chile a Argentina fueron alambres de cobre, ferromolibdeno, paltas Hass y salmones, mientras que Argentina mayoritariamente exporta gas natural, aceites crudos de petróleo y camionetas.

## Disputas limítrofes

Reclamaciones de Chile y Argentina en el continente antártico y la superposición de estas.

Tras la independencia de ambos países, y a medidas que sus respectivos Estados nacionales comenzaban a instituirse, surgieron diversos conflictos fronterizos, especialmente a medida que expandían su soberanía sobre el territorio patagónico, donde el Uti possidetis iuris, principio rector para la definición de las fronteras en la América post-colonial, tenía menos relevancia.
La definición de las fronteras se convirtió en un punto clave de las relaciones entre ambos países. Si bien la firma del Tratado de Límites de 1881 logró definir la frontera en su gran mayoría, múltiples diferencias respecto a su interpretación y aplicación surgieron en las décadas siguientes, las que tensionaron las relaciones entre ambos países. La mayoría de éstas se han resuelto de manera diplomática, lo que ha permitido que ambos países jamás se hayan enfrentado directamente en un conflicto bélico. Sin embargo, ambos países han estado al borde de enfrentamientos armados, por ejemplo, como resultado del incidente del islote Snipe en 1958, la disputa de la laguna del Desierto en 1965 o el Conflicto del Beagle en 1978.
La firma del Tratado de Paz y Amistad en 1984, que concluyó el Conflicto del Beagle, estableció un marco de acuerdos para la solución pacífica de controversias entre ambas naciones, lo que ha permitido reducir las tensiones limítrofes y resolver algunos de los conflictos que persistían.
En la actualidad, se mantienen tres temas de diferencias limítrofes entre la Argentina y Chile, que si bien mantienen una baja conflictividad en las relaciones entre ambos países, resurgen de vez en cuando.
- Según una negociación sostenida en Buenos Aires en 1998, una sección de 50 kilómetros del límite del Campo de Hielo Patagónico Sur está todavía pendiente en cuanto a correlación y demarcación según los límites ya establecidos por el tratado de 1881.
- Ambos países reclaman territorios en la Antártida, los que se superponen entre sí y con el Territorio Antártico Británico.
- Ambos países reivindican la proyección de su jurisdicción nacional a lo largo de la plataforma continental, superponiéndose ambas proyecciones en algunos sectores del paso Drake.

## Misiones diplomáticas
| de Argentina en Chile - Santiago de Chile (Embajada) (Consulado) - Antofagasta (Consulado-general) - Concepción (Consulado-general) - Puerto Montt (Consulado-general) - Punta Arenas (Consulado-general - Valparaíso (Consulado-general). | de Chile en Argentina - Buenos Aires (Embajada) (Consulado) - Bariloche (Consulado-general) - Córdoba (Consulado-general) - Mendoza (Consulado-general) - Neuquén (Consulado-general) - Río Gallegos (Consulado-general) - Rosario (Consulado-general) - Salta (Consulado-general) - Bahía Blanca (Consulado) - Comodoro Rivadavia (Consulado) - Mar del Plata (Consulado) - Río Grande (Consulado) - Ushuaia (Consulado). |

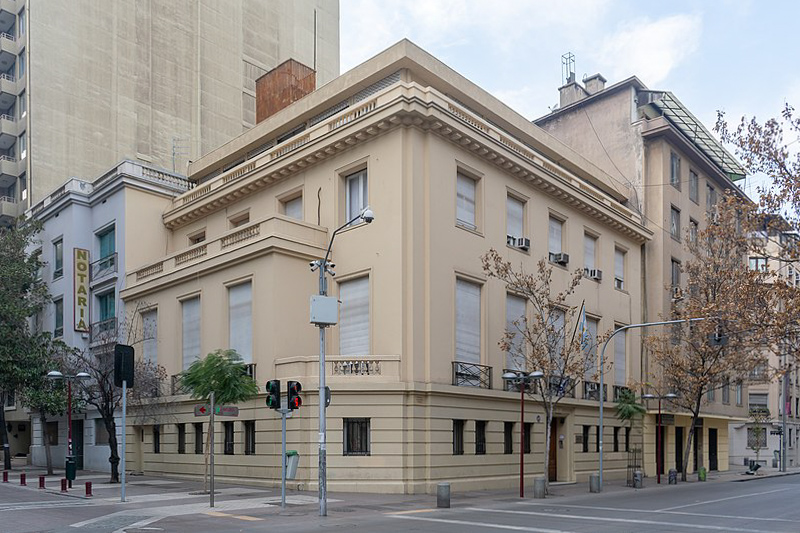
Embajada de Argentina en Santiago de Chile
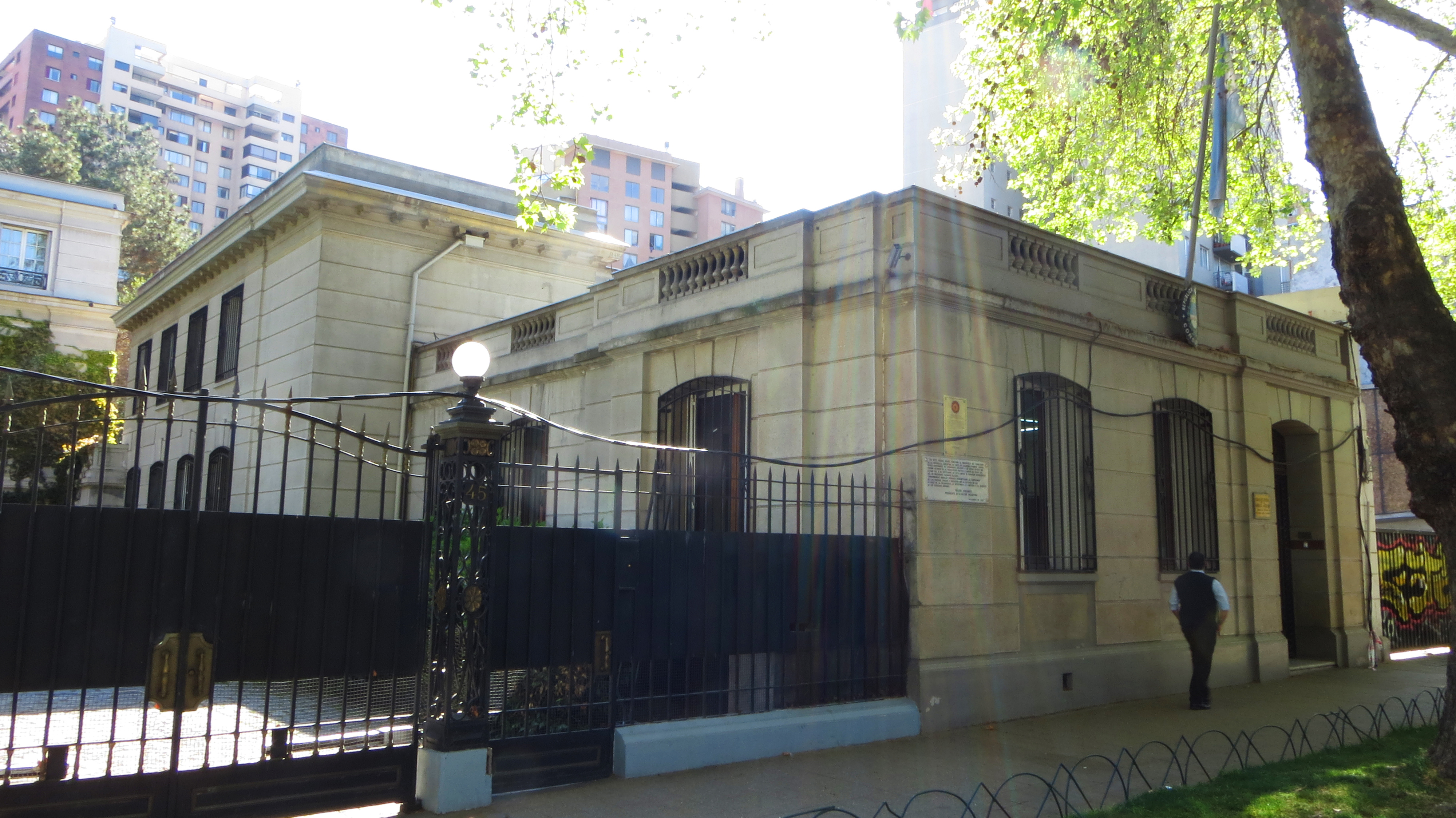
Consulado-General de Argentina en Santiago de Chile
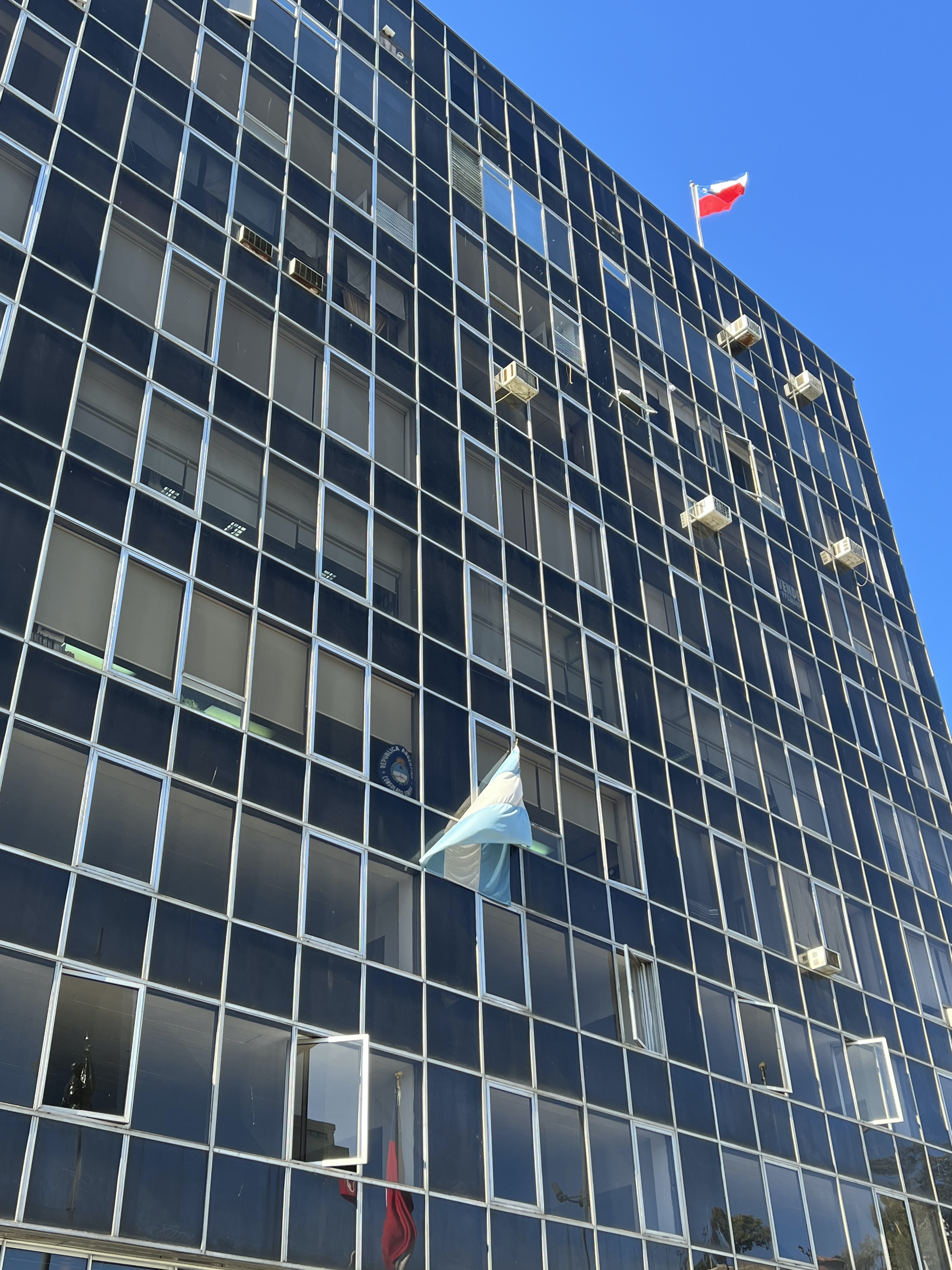
Consulado-General de Argentina en Valparaíso

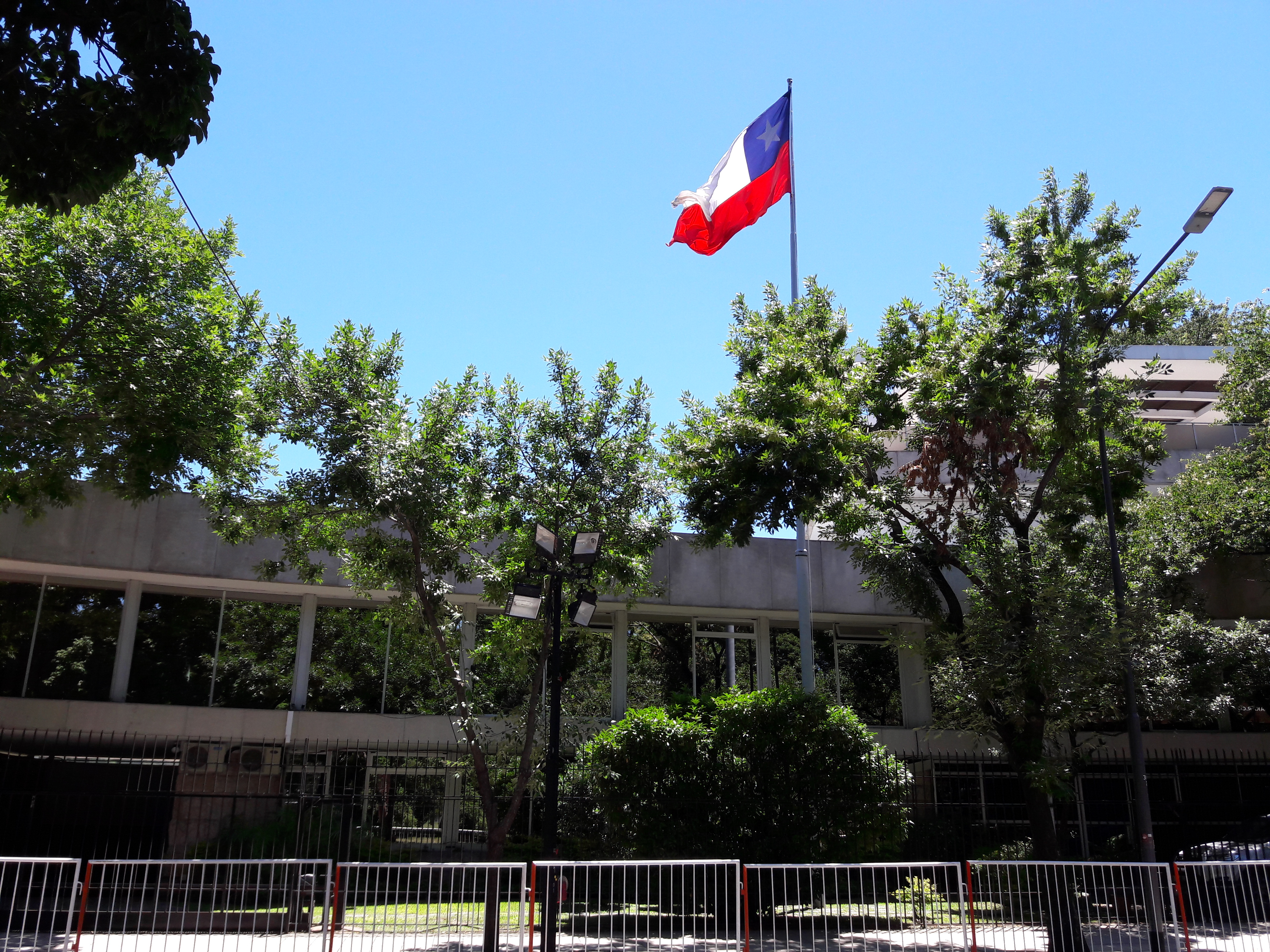
Embajada de Chile en Buenos Aires
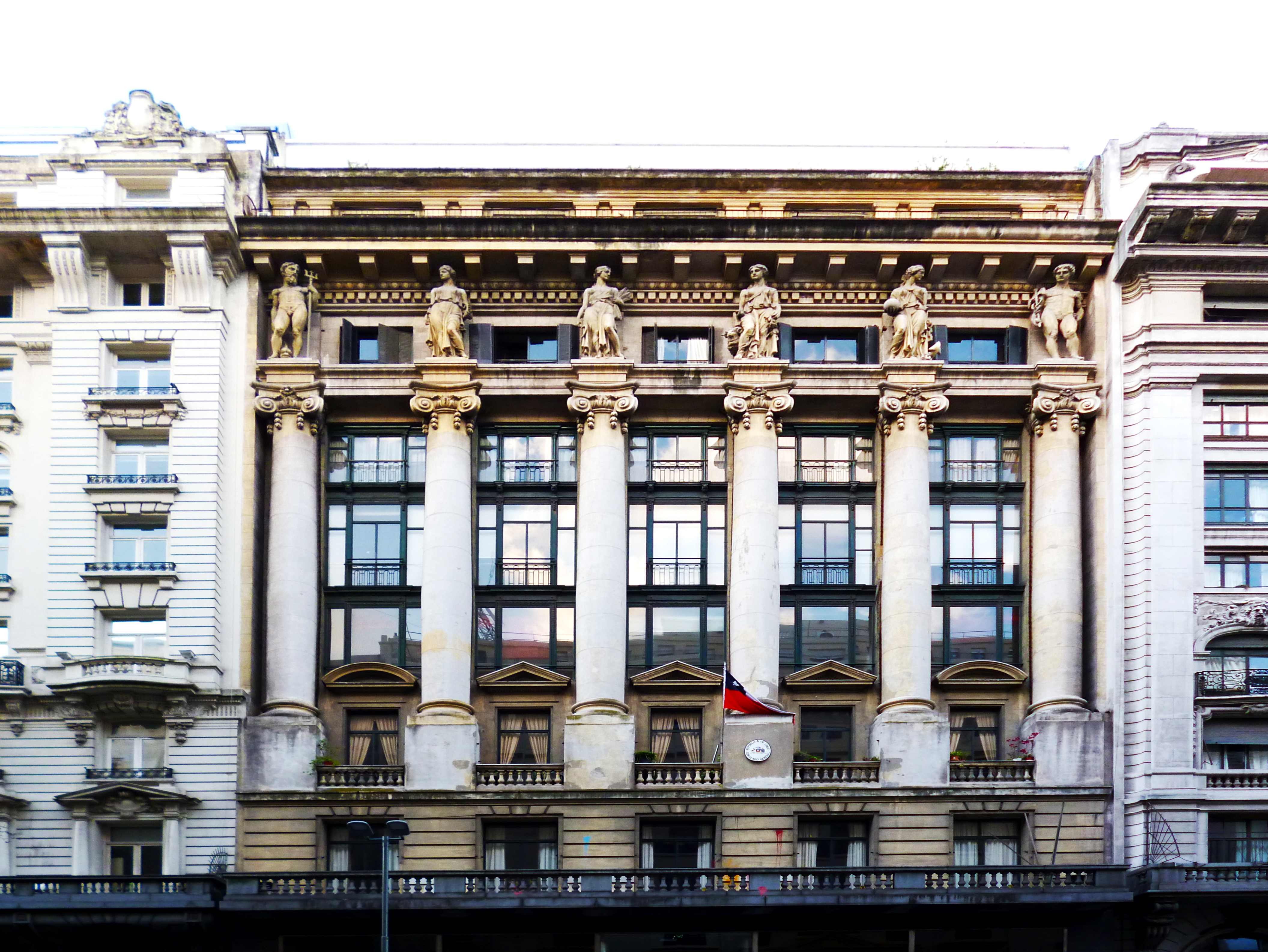
Consulado-General de Chile en Buenos Aires
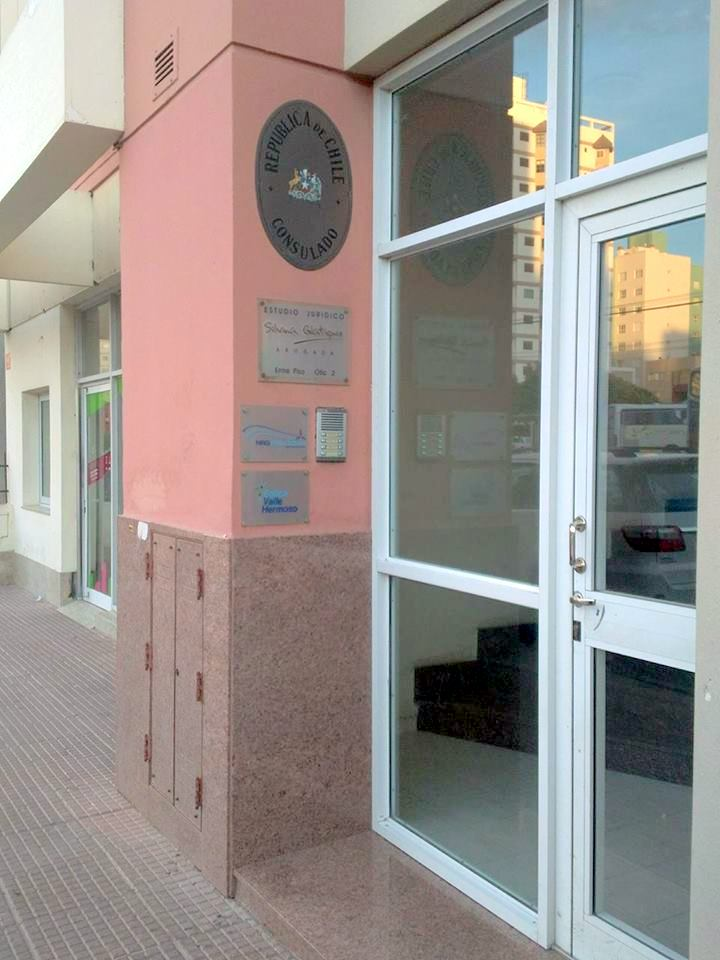
Consulado-General de Chile en Comodoro Rivadavia
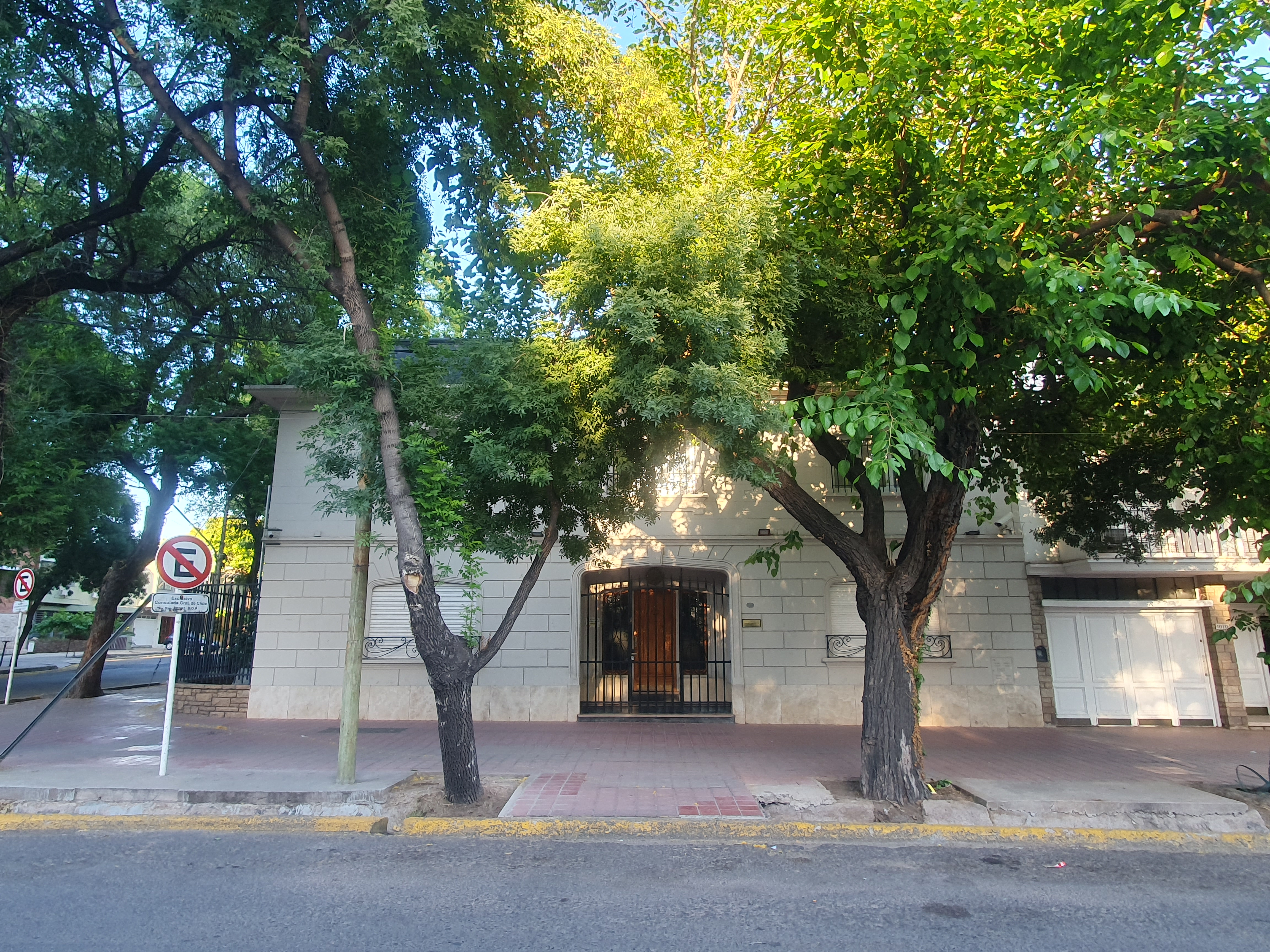
Consulado-General de Chile en Mendoza